# Gemini (プロトコル)
Geminiとは、Gemini space上にあるドキュメントへのアクセスを提供する分散型ハイパーテキストシステムのアプリケーションレイヤーのプロトコルである。
Transport Layer Security などの技術により、既存のWebと比較して、プライバシーとユーザの主体性の向上を目的としている。Gemini プロトコルは有志が協同して設計を進行中だが、現在インターネット標準としては標準化がなされてはいない。
Gopher をもとに設計されているが、TLSの使用が必須であるなど現代的になっている。しかし HTTP ほどは複雑ではない。プライバシー関連機能を備えたトランスポート層セキュリティの使用を義務付けている。 仕様は設計中ではあるが、Gemini プロトコルに対応したブラウザやサーバなどが有志により実装されている

## トランザクション
v0.14.3 の暫定仕様より。サーバはTCP/1965で接続を待つ。
1. クライアントがサーバに接続要求をする
2. サーバはクライアントからの接続要求をacceptする
3. クライアント-サーバ間でTLSハンドシェイクを完了させる
4. クライアントがサーバの証明書を検証する
5. クライアントはリクエストをサーバへ送る
6. サーバはレスポンスヘッダをクライアントへ送る
  1. 成功ではない場合、接続を閉じる
7. サーバはレスポンスボディをクライアントへ送る
8. サーバは接続を閉じる
9. クライアントはレスポンスを処理する

## Webリンク
- ジェミニプロトコル仕様
- What is Gemini?上のYouTube

| スタブアイコン | サブスタブ | この項目は、まだ閲覧者の調べものの参照としては役立たない、コンピュータに関連した書きかけの項目です。この項目を加筆・訂正などしてくださる協力者を求めています（P:コンピュータ）。 |